# Confessio Amantis
Confessio Amantis (« Confession d’un amant ») est un poème de 33 000 vers en moyen anglais de John Gower, poète de l’Angleterre médiévale, qui utilise la confession faite par un amant âgé à l’aumônier de Vénus comme cadre pour une série de petits poèmes narratifs. Selon son prologue, il fut composé à la requête de Richard II d'Angleterre. Avec les travaux de Geoffrey Chaucer, William Langland et le Pearl Poet, il s'agit d'une des plus grandes œuvres de la littérature anglaise du XIVe siècle.

## Articles liés
- Babio, texte en latin du XIIe siècle